# Клементьев, Александр Иванович
Алекса́ндр Ива́нович Кле́ментьев (1 сентября 1934, Лысьва — 22 января 2025) — советский хозяйственный, государственный и политический деятель.

## Биография
Родился 1 сентября 1934 года в Лысьве. Член КПСС.
С 1957 года — на хозяйственной, общественной и политической работе. В 1957—1991 гг. — дублировщик жести, мастер на горячих участках жестепрокатного цеха, начальник жестепрокатного цеха № 2, начальник цеха холодного проката, директор Лысьвенского металлургического завода, и. о. заместителя главного инженера по реконструкции и техническому перевооружению.
За разработку и внедрение технологии производства хромированной лакированной жести для консервной промышленности был в составе коллектива удостоен Государственной премии СССР в области науки и техники 1988 года.
Депутат Законодательного собрания Пермской области первого и второго созывов.
Жил в Пермском крае. Скончался 22 января 2025 года в возрасте 90 лет.